# Kamigyō-ku
Kamigyō (上京区, Kamigyō-ku) est l'un des onze arrondissements de la ville de Kyoto. Situé au centre de la ville actuelle, il a précédemment occupé le côté nord de l'ancienne capitale. La rivière Kamo (鴨川) coule à sa limite orientale.
Cet arrondissement était autrefois le quartier résidentiel des classes aristocratiques et de la haute société de l'ancienne capitale nipponne, Heian-kyo. De nos jours c'est surtout un quartier touristique avec le parc du Kyoto Gyoen, le palais impérial de Kyōto mais aussi les sanctuaires Kitano Tenman-gū, Seimei-jinja et le quartier des industries textiles Nishijin.
En 2020, la population de Kamigyō-ku était de 83 832 habitants.

## Éducation
Le quartier abrite plusieurs écoles et universités dont :
- Lycée français de Kyoto
- Ecole internationale de Kyoto
- Université Doshisha
- Université de médecine de la préfecture de Kyoto
- Université Heian Jogakuin